# Septembre 2025
Cette page présente les faits marquants du mois de septembre 2025.

## Événements
- 1er septembre :
  - élections générales (en) en Guyana ;
  - lancement de la nouvelle chaîne NOVO19 sur le canal 19 de la TNT en France.
- 3 septembre : élections législatives en Jamaïque.
- 7 septembre : éclipse lunaire totale.
- 8 septembre : élections législatives en Norvège.
- 13 au 21 septembre : championnats du monde d'athlétisme à Tokyo.
- 16 septembre : élections législatives et élection présidentielle au Malawi.
- 21 septembre :
  - éclipse solaire partielle ;
  - référendum constitutionnel en Guinée.
- 21 au 28 septembre : championnats du monde de cyclisme sur route au Rwanda.
- 27 septembre :
  - élections législatives et élection présidentielle aux Seychelles ;
  - clôture de la 10e édition de la Coupe du monde féminine de rugby à XV en Angleterre.
- 28 septembre : élections législatives en Moldavie.

## Environnement et climat
- x

## Culture
- x